# Hideo Okuda
Hideo Okuda (jap. 奥田 英朗, Okuda Hideo; * 23. Oktober 1959 in Gifu, Präfektur Gifu) ist ein japanischer Autor.

## Leben
Bevor er Schriftsteller wurde, arbeitete er als Werbetexter und Redakteur.

## Werke (Auswahl)

### Dr.-Irabu-Reihe
Komödiantische Reihe. Dr. Irabu ist kein normaler Psychiater: Er ist übergewichtig, tollpatschig, uneinfühlsam und hält nicht viel von konventionellen Behandlungsmethoden.
- 2002: In the Pool (イン・ザ・プール, In za pūru)
Die japanische Couch: Neue Geschichten aus der Praxis des Dr. Irabu (2008, ISBN 978-3-442-73765-9)
- 2004: Kūchū Buranko (空中ブランコ, wörtlich: „Trapez“)
Die seltsamen Methoden des Dr. Irabu (2007, ISBN 978-3-442-73602-7)
- 2006: Chōchō Senkyo (町長選挙, wörtlich: „Bürgermeisterwahl“)
Die merkwürdigen Fälle des Dr. Irabu (2010, ISBN 978-3-442-74060-4)

### Romane
- 1997: Uranbāna no Mori (ウランバーナの森)
- 1999: Saiaku (最悪)
- 2001: Jama (邪魔)
- 2003: Mayonaka no March (真夜中のマーチ, Mayonaka no māchi)
- 2005: Southbound (サウスバウンド, Sausubaundo)
- 2005: Lala Pipo (ララピポ, Rarapipo)
- 2008: Olympic no Minoshirokin (オリンピックの身代金)
- 2009: Muri (無理)
- 2011: Junpei, Kangae Naose (純平、考え直せ)
- 2013: Chinmoku no Machi de (沈黙の町で)
- 2014: Naomi to Kanako (ナオミとカナコ)

### Erzählungen
- 2001: Tōkyō Monogatari (東京物語)
- 2002: Madonna (マドンナ)
- 2006: Gāru (ガール)
- 2007: Ie-Biyori (家日和)
- 2011: Wagaya no Mondai (我が家の問題)
- 2012: Uwasa no Onna (噂の女)

## Nominierungen und Auszeichnungen
- 2001 (1. Halbjahr): Nominierung zum 125. Naoki-Preis für Jama
- 2001: 4. Ōyabu-Haruhiko-Preis für Jama
- 2002 (1. Halbjahr): Nominierung zum 127. Naoki-Preis für Die japanische Couch: Neue Geschichten aus der Praxis des Dr. Irabu
- 2002 (2. Halbjahr): Nominierung zum 128. Naoki-Preis für Madonna
- 2004 (1. Halbjahr): 131. Naoki-Preis für Die seltsamen Methoden des Dr. Irabu[1]
- 2006: 2. Platz beim Großen Preis der Buchhändler für Southbound
- 2007: 20. Shibata-Renzaburō-Preis für Ie-Biyori
- 2009: 43. Yoshikawa-Eiji-Preis für Olympic no Minoshirokin